# Linnaemya speciosissima
Linnaemya speciosissima är en tvåvingeart som beskrevs av Louis-Paul Mesnil 1957. Linnaemya speciosissima ingår i släktet Linnaemya och familjen parasitflugor. Inga underarter finns listade i Catalogue of Life.